# Октябрьское (Майский район)
Октя́брьское (кабард.-черк. Октябрскэ) — село в Майском районе Кабардино-Балкарской Республики.
Образует муниципальное образование сельское поселение Октябрьское как единственный населённый пункт в его составе.

## География

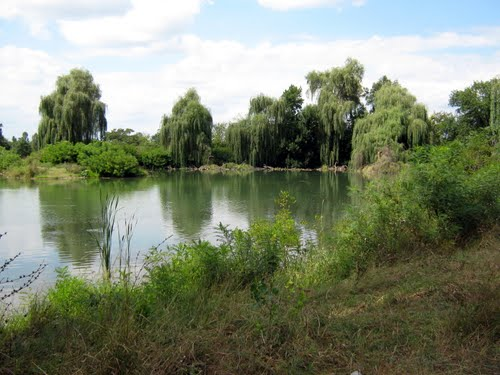
Озеро-пруд в окрестностях села

Село расположено в северо-западной части Майского района, у впадения реки Урвань в Черек. Находится в 5 км к северо-западу от районного центра — Майский и в 37 км к северо-востоку от города Нальчик. Через село проходит автотрасса P288, напрямую связывающая Нальчик с городами Прохладный и Майский.
Площадь сельского поселения составляет — 24 км2. Из них 60,75 % приходятся на земли сельскохозяйственного назначения и 15,88 % на пастбища.
Граничит с землями населённых пунктов: Майский на юго-востоке и Ново-Ивановское на западе.
Населённый пункт расположен на наклонной Кабардинской равнине, в равниной зоне республики. Средние высоты на территории села составляют 202 метров над уровнем моря. Рельеф местности представляет собой слабо волнистую аллювиальную равнину, с общим уклоном с юго-запада на северо-восток. Реки имеют долины выработанного типа с западинным микрорельефом. Микрорельеф повсеместно представлен довольно часто встречающимися микро—понижениями, различающимися как по происхождению так и по форме. Значительная часть микро-понижений заболочена. Берега рек Черек и Урвань в некоторых местах обрывисты. Долины рек покрыты густыми зарослями смешанных лесов и во время паводков затапливаются. Пойма реки Черек в некоторых местах достигает ширины 700 метров.
Гидрографическая сеть представлена рекой Черек и его левым притоком Урвань. Также имеются несколько запруднённых озёр к северу и западу от села. Местность богата подземными и родниковыми источниками. Глубина залегания грунтовых вод на территории сельского поселения составляют всего 2-3 метра.
Климат на территории села влажный умеренный. Лето жаркое и полузасушливое. Средняя температура воздуха в июле достигает +23°С. В августе абсолютные показатели часто превышают отметку в +35°С. Зима мягкая и длится около трех месяцев. Морозы непродолжительные, минимальные температуры редко снижаются ниже −15°С. Средняя температура января составляет −2,5°С. Среднегодовое количество осадков составляет около 620 мм.

## История
В 1895 году при селе Ново-Ивановское была основана — экономия Насовича, которая состояла из 1 двора и 15 душ населения. Хутор находился на тракте Нальчикско—Котляревской почтовой дороги на реке Черек. В 1900 году экономия по-прежнему состояла из 1 двора, но уже с 28 душами населения и представляла собой конный завод.
В 1902 году в километре от усадьбы Насовича образовался хутор, который был назван Дзугаевкой. Первым владельцем земли вокруг хутора был полковник Вертепов Абрам Семенович из станицы Прохладной. Он заложил сад и виноградники, а посевные площади сдавали в аренду крестьянам, переселившимся сюда из Полтавской, Курской и Саратовской губерний в 1902 году.
В 1904 году земли хутора в аренду выкупил поручик Дзугаев из Осетии. Сам он не обрабатывая землю, перепродавал её в аренду крестьянам переселявшимся из центральных губерний Российской империи.
В 1920 году хутор был включён в состав образованного сельсовета села Ново-Ивановское.
В 1923 году в хуторе была организована Государственная заводская конюшня, существовавшая до 1930 года.
В 1959 году постановлением Президиума Верховного Совета Кабардино-Балкарской АССР населённый пункт центральной усадьбы Госконзавода № 94 и хутор Дзугаевский Ново-Ивановского сельсовета Майского района объединены в один населенный пункт — посёлок Октябрьский.
В 1965 году посёлок Октябрьский выделен из состава Ново-Ивановского сельсовета и преобразован в отдельный поссовет.
В 2006 году посёлок сельского типа Октябрьский был преобразован в село.

## Население
| 2002  | 2010 | 2012  | 2013  | 2014  | 2015  | 2016  |
| ----- | ---- | ----- | ----- | ----- | ----- | ----- |
| 1092  | ↘988 | ↗1005 | ↘1004 | ↗1015 | ↘1006 | ↘989  |
| 2017  | 2018 | 2019  | 2020  | 2021  | 2023  | 2024  |
| ↘988  | ↘974 | ↘953  | ↗960  | ↗1100 | ↘1089 | ↘1077 |
| 2025  |      |       |       |       |       |       |
| ↘1076 |      |       |       |       |       |       |

Плотность — 44.83 чел./км2.
Национальный состав
По данным Всероссийской переписи населения 2010 года:
| Народ      | Численность, чел. | Доля от всего населения, % |
| ---------- | ----------------- | -------------------------- |
| русские    | 809               | 81,9 %                     |
| кабардинцы | 62                | 6,3 %                      |
| балкарцы   | 33                | 3,3 %                      |
| украинцы   | 31                | 3,1 %                      |
| немцы      | 11                | 1,1 %                      |
| другие     | 42                | 4,3 %                      |
| всего      | 990               | 100 %                      |

По данным Всероссийской переписи 2021 года:
| Народ               | Численность, чел. | Доля от всего населения, % |
| ------------------- | ----------------- | -------------------------- |
| русские             | 921               | 83,72 %                    |
| кабардинцы          | 91                | 8,27 %                     |
| балкарцы            | 29                | 2,63 %                     |
| турки               | 27                | 2,45 %                     |
| другие / не указано | 32                | 2,90 %                     |
| всего               | 1 102             | 100,0 %                    |

Поло-возрастной состав
По данным Всероссийской переписи населения 2010 года:
| Возраст     | Мужчины, чел. | Женщины, чел. | Общая численность, чел. | Доля от всего населения, % |
| ----------- | ------------- | ------------- | ----------------------- | -------------------------- |
| 0 — 14 лет  | 73            | 94            | 167                     | 16,9 %                     |
| 15 — 59 лет | 321           | 327           | 648                     | 65,6 %                     |
| от 60 лет   | 49            | 124           | 173                     | 17,5 %                     |
| Всего       | 443           | 545           | 988                     | 100,0 %                    |

Мужчины — 443 чел. (44,8 %). Женщины — 545 чел. (55,2 %).
Средний возраст населения — 37,4 лет. Медианный возраст населения — 34,3 лет.
Средний возраст мужчин — 34,4 лет. Медианный возраст мужчин — 31,4 лет.
Средний возраст женщин — 39,8 лет. Медианный возраст женщин — 38,1 лет.

## Местное самоуправление
Структуру органов местного самоуправления сельского поселения составляют:
- Глава сельского поселения — Рабани Нина Алексеевна.
- Администрация сельского поселения Октябрьское — состоит из 4 человек.
- Совет местного самоуправления сельского поселения Октябрьское — состоит из 10 депутатов.

Адрес администрации сельского поселения — село Октябрьское, ул. 50 лет Октября, № 21.

## Образование
- Средняя школа № 6 — ул. 50 лет Октября, 36.
- Кадетская школа-интернат — ул. 50 лет Октября, 40.
- Начальная школа Детский сад

## Здравоохранение
- Участковая больница — ул. 50 лет Октября, 26.

## Культура
- Дом Культуры сельского поселения Октябрьское
- Центр детского творчества

## Экономика
Основу экономики сельского поселения составляет сельское хозяйство. На территории сельского поселения зарегистрировано одно крупное предприятие производственной сферы — ОАО ПКЗ «Кабардинский».

## Улицы
| 50 лет Октября    |
| Дальняя           |
| Дзугаевка         |
| Заводская         |
| Интернациональная |
| Казачья           |

| Козлова        |
| Кудряшова      |
| Молодёжная     |
| Новая          |
| Первомайская   |
| Преображенская |

| Садовая              |
| Советская            |
| Спасо-Преображенская |
| Спасская             |
| Урванская            |
| Центральная          |

## Примечание
1. 1 2  Численность постоянного населения Российской Федерации по муниципальным образованиям на 1 января 2025 года — М.: Росстат, 2025.
2. ↑  Закон Кабардино-Балкарской Республики от 27 февраля 2005 года N 13-РЗ «О статусе и границах муниципальных образований в Кабардино-Балкарской Республике». Дата обращения: 2 марта 2018. Архивировано 3 марта 2018 года.
3. ↑  Административно-территориальные преобразования в Кабардино-Балкарии: история и современность. Дата обращения: 4 марта 2019. Архивировано 6 марта 2019 года.
4. ↑  Протокол № 27 заседания Президиума Верховного Совета КБАССР от 29 мая 1965 года
5. ↑  Численность населения Кабардино-Балкарской Республики по сельским населённым пунктам по итогам ВПН-2002
6. ↑  Численность населения КБР в разрезе населённых пунктов по итогам Всероссийской переписи населения 2010 года
7. ↑  Численность населения Российской Федерации по муниципальным образованиям. Таблица 35. Оценка численности постоянного населения на 1 январ
8. ↑  Численность населения Российской Федерации по муниципальным образованиям на 1 января 2013 года. Таблица 33. Численность населения городских округов, муниципальных районов, городских и сельских поселений, городских населённых пунктов, сельских населённых пунктов — Росстат, 2013. — 528 с.
9. ↑  Таблица 33. Численность населения Российской Федерации по муниципальным образованиям на 1 января 2014 года
10. ↑  Численность населения Российской Федерации по муниципальным образованиям на 1 января 2015 года
11. ↑  Численность населения Российской Федерации по муниципальным образованиям на 1 января 2016 года — 2018.
12. ↑  Численность населения Российской Федерации по муниципальным образованиям на 1 января 2017 года — М.: Росстат, 2017.
13. ↑  Численность населения Российской Федерации по муниципальным образованиям на 1 января 2018 года — М.: Росстат, 2018.
14. ↑  Численность населения Российской Федерации по муниципальным образованиям на 1 января 2019 года
15. ↑  Численность населения Российской Федерации по муниципальным образованиям на 1 января 2020 года
16. ↑  Итоги Всероссийской переписи населения 2020 года (по состоянию на 1 октября 2021 года)
17. ↑  Численность постоянного населения Российской Федерации по муниципальным образованиям на 1 января 2023 года (с учётом итогов Всероссийской п — Росстат, 2023.
18. ↑  Численность постоянного населения Российской Федерации по муниципальным образованиям на 1 января 2024 года — Росстат, 2024.
19. ↑  Том 3. Таблица 4. Население по национальности и владению русским языком по муниципальным образованиям и населенным пунктам КБР. Дата обращения: 23 мая 2019. Архивировано из оригинала 6 марта 2016 года.
20. ↑  Итоги Всероссийской переписи населения 2020 года. Том 5. Национальный состав и владение языками. Таблица 1. Национальный состав населения Кабардино-Балкарской Республики, городских округов и муниципальных районов. Дата обращения: 9 октября 2023. Архивировано 16 октября 2023 года.
21. ↑  База микроданных Всероссийской переписи населения 2010 года. Дата обращения: 23 августа 2016. Архивировано из оригинала 9 июня 2014 года.
22. ↑  Численность населения КБР по итогам Всероссийской переписи населения 2010 года. Дата обращения: 23 августа 2016. Архивировано из оригинала 24 июня 2016 года.